# Niob(IV)-sulfid
Niob(IV)-sulfid ist eine chemische Verbindung des Niobs aus der Gruppe der Sulfide. Neben diesem sind noch mindestens vier weitere Niobsulfide (Nb1+xS, Nb21S8, Nb1_xS, Nb3S4, Nb1+xS2 mit Polytypen) bekannt. Viele davon haben Homogenitätsgebiete oder unterscheiden sich voneinander als Stapelvarianten eines Grundgittertyps.

## Gewinnung und Darstellung
Niob(IV)-sulfid kann durch Reaktion von Niob mit Schwefel bei 700 bis 1000 °C gewonnen werden.
{\displaystyle \mathrm {Nb+2\ S\longrightarrow NbS_{2}} }

## Eigenschaften
Niob(IV)-sulfid ist ein schwarzer Feststoff. Er besitzt eine trigonale Kristallstruktur mit der Raumgruppe R3m (Raumgruppen-Nr. 160). Er ist supraleitend unterhalb 6,3 K. Diese Form geht über 850 °C in die Hochtemperaturform 2H-NbS2 mit der Raumgruppe P63/mmc (Nr. 194) über.

## Verwendung
Niob(IV)-sulfid wird als Schmierstoff und Sputtermaterial verwendet.